# Docusnap
Docusnap ist eine Software für automatisierte Netzwerk-Inventarisierung, IT-Dokumentation, Lizenzmanagement und Rechteanalyse.

## Geschichte
Docusnap wurde 2004 von Peter und Tobias Kurz für die Dokumentation und Inventarisierung von IT-Infrastrukturen in Unternehmen entwickelt und im selben Jahr als proprietäre Software durch itelio GmbH veröffentlicht. Die Gründung der Docusnap GmbH erfolgte im Jahr 2020.

## Technologie-Übersicht
Hauptmerkmale der Software sind:
- Agentenlose Inventarisierung von IT-Systemen
- Visualisierung und Dokumentation von IT-Landschaften
- Berechtigungsanalyse für Microsoft-Netzwerke
- Lizenzmanagement
- Erstellung von IT-Handbüchern
- Erstellung von Notfallplänen und Wiederanlaufplänen

## Rezension
Laut einem Testbericht des Magazins „com! professional“ arbeitet die Software mit standardisierten Netzwerkprotokollen wie WMI, LDAP, SNMP und SSH zusammen. Ein Vorteil im Alltag sei, dass sie ohne Installation eines Agenten auf den zu untersuchenden Systemen auskommt. Nach einer Rezension in „com! Das Computer-Magazin“ wird Docusnap als ein umfassendes Tool zur Inventarisierung und Dokumentation von IT-Infrastrukturen beschrieben.
Eine englischsprachige Rezension auf „Networks Training“ beschreibt Docusnap als ein nützliches Tool für IT-Experten, die Netzwerkressourcen verwalten und gleichzeitig Lizenzanforderungen überwachen müssen.
Auf G2 bemängeln einige Nutzer, dass die Anpassungsmöglichkeiten eingeschränkt sind und dass die Software für Einsteiger komplex sein kann.

## Auszeichnungen
- Innovationspreis-IT 2008 Auszeichnung Kategorie „IT-Service“[8]
- Innovationspreis-IT 2013 Auszeichnung Kategorie „Systemmanagement“[9]
- Champion Kategorie „IT & Network Inventory Management“[10]